# Makșiivka, Henicesk
Makșiivka (în ucraineană Макшіївка) este un sat în comuna Sokolohirne din raionul Henicesk, regiunea Herson, Ucraina.